# Алексєєв Юрій Миколайович (історик)
Ю́рій Микола́йович Алексє́єв (15 вересня 1941, м. Вязьма Смоленської області, Росія) — дослідник історії культури й освіти слов'янських народів, доктор історичних наук (1990), професор (1990), заслужений працівник народної освіти. Із сім'ї робітників.
Закінчив історичний факультет Київського державного університету ім. Т. Г. Шевченка (КДУ) у 1970. В 1965 — 68 працював викладачем технічного училища у Києві. З 1968 по 1982 — на комсомольській і партійній роботі. Навчався в аспірантурі Київського педагогічного інституту ім. М. Горького. Наук. кер. — доктор історичних наук професор Бакуменко П. І.
Кандидатська дисертація — «Діяльність КПРС з інтернаціонального виховання молоді (1971—1975)» захистив у КДУ в 1980. У 1982—87 був директором музею народної архітектури та побуту УРСР, від 1987 — доцент, а з 1990 професор, завідувач кафедри історії слов'янських народів Національного педагогічного університету ім. М. П. Драгоманова.
Докторська дисертація на тему «Роль історико-культурної спадщини в розвитку співробітництва країн Східної Європи» захистив у 1990 в КДУ.
У листопаді 1992 став ініціатором заснування й головою громадської організації "Київський інститут «Слов'янський університет». З жовтня 1993 і досі — ректор вузу недержавної форми власності "Київський інститут «Слов'янський університет», тепер Київський славістичний університет. Обіймає також посади головного редактора часописів — «Вісник КіСУ», українського науково-інформаційного журналу «Репетитор», міжнародного журналу «Болгарський щорічник»; член редколегій історичного журналу «Київська старовина», «Нова політика» та щорічника НАН України «Слов'янський світ».
Має урядові нагороди: 5 медалей, Грамоту Президії Верховної Ради УРСР.
Основна проблематика досліджень: проблеми охорони, збереження й використання історико-культурної спадщини; історико-культурна спадщина і формування громадянського суспільства в Україні; освіта та культурна спадщина; слов'янська ідея у контексті історико-культурної спадщини. Автор понад 70 наук, праць.

## Твори
- Україна: освіта і держава (1987–1997). — К, 1998;
- Україна на зламі історичних епох (державотворчий процес 1985–1999).— К., 2000 (у співавт.);
- Історико-культурна спадщина і формування гуманістичного суспільства в Україні // 350-річчя Української держави Б. Хмельницького: Мат. міжнар. наук, конф., 15 —16 грудня 1999;
- Українське слов'янознавство: роздум з приводу методології // Вісник КіСУ. — Вил.VII. — К., 2000 (Серія «Історія»).